# Magic Carpet
Magic Carpet es un videojuego de disparos en primera persona desarrollado por la empresa Bullfrog en 1994. Sus gráficos y jugabilidad fueron consideradas innovadoras e impresionantes para su tiempo. Una edición revisada, titulada Magic Carpet Plus, incluía la expansión Hidden Worlds, la cual añadía 25 niveles adicionales y un tema invernal. Tuvo una secuela llamada Magic Carpet 2. Magic Carpet es considerado por sus fans y por los críticos [cita requerida]como un juego "revolucionario" y cuyos varios aspectos siguen siendo únicos hasta el día de hoy. 

## Jugabilidad
El jugador interpreta a un mago (sobre una alfombra mágica) que vuela sobre el mar, las montañas, y otros terrenos; mientras destruye a monstruos y magos rivales manejados por la computadora, y recoge "maná" mediante globos de aire caliente y almacenados en los castillos del jugador.
La historia es contada a través de una animación que muestra las páginas de un libro. El Maná fue descubierto y su búsqueda trajo consigo, aunque en un comienzo su uso fuese benéfico, la devastación de la tierra. Lo que es peor, muchos magos comenzaron a utilizar el Maná para sus despreciables fines, lo que finalmente llevó a una guerra entre ellos.
- Datos: Q634293